# Le K
Pour l’article ayant un titre homophone, voir Lecat.
Le K (titre original en italien : Il colombre e altri cinquanta racconti) est un recueil de nouvelles, dont plus de la moitié appartiennent au fantastique, de l'écrivain italien Dino Buzzati, publié pour la première fois à Milan en 1966 par Arnoldo Mondadori Editore. Le titre du recueil vient de la principale nouvelle qui s'y trouve, Le K.
La traduction française de Jacqueline Remillet paraît chez Robert Laffont en 1967.

## Liste des nouvelles du recueil
- Le K (Il colombre)[1]
- La Création (La creazione)
- La Leçon de 1980 (La lezione del 1980)
- Général inconnu (Generale ignoto)
- Le Défunt par erreur (L'erroneo fu)
- L'Humilité (L'umiltà)
- Et si ? (E se?)
- À monsieur le Directeur (Riservatissima al signor direttore)
- L'Arme secrète (L'arma segreta)
- Un amour trouble ? (Un torbido amore)
- Pauvre petit garçon ! (Povero bambino!)
- Le Casse-pieds (Il seccatore)
- Le Compte (Il conto)
- Week-end (Week-end)
- Le Secret de l'écrivain (Il segreto dello scrittore)
- Petites histoires du soir (Storielle della sera)
- Chasseurs de vieux (Cacciatori di vecchi)
- L'Œuf (L'uovo)
- Dix-huitième Trou (Diciottesima buca)
- Le Veston ensorcelé (La giacca stregata)
- Le Chien vide (Il cane vuoto)
- Douce Nuit (Dolce notte)
- L'Ascenseur (L'ascensore)
- Les Dépassements (I sorpassi)
- Ubiquité (L'ubiquo)
- Le Vent (Il vento)
- Teddy Boys (Teddy boys)
- Le Petit Ballon (Il palloncino)
- Suicide au parc (Suicidio al parco)
- La Chute du saint (Il crollo del santo)
- Esclave (Schiavo)
- La Tour Eiffel (La torre Eiffel)
- Jeune fille qui tombe… tombe (Ragazza che precipita)
- Le Magicien (Il mago)
- La Boîte de conserve (La barattola)
- L'Autel (L'altare)
- Les Bosses dans le jardin (Le gobbe in giardino)
- Petite Circé (Piccola Circe)
- L'Épuisement (Il logorio)
- Quiz aux travaux forcés (Quiz all'ergastolo)
- Iago (Jago)
- Progressions (Progressioni)
- Les Deux Chauffeurs (I due autisti)
- Voyage aux enfers du siècle (Viaggio agli inferi del secolo)
- Un service difficile (Un servizio difficile)
- Les Secrets du "MM" (I segreti della <<MM>>)
- Les Diablesses (Le diavolesse)
- Les Accélérations (Le accelerazioni)
- Les Solitudes (Le solitudini)
- L'Entrümpelung (L'Entrümpelung)
- Fauve au volant (Belva al volante)
- Le Jardin (Il giardino)